# Unbearable Conditions
Unbearable Conditions je prvi studijski album slovenske thrash metal skupine Panikk, izdan marca 2013 pri slovenski založbi Metal Tank Records.
Vsebuje devet pesmi.
Sedem jih je zapetih v angleščini, dve, Away from Reality in Revelation of Truth (Acoustics), pa sta instrumentalni.
Album je odigran v slogu Bay Area thrash metala v stilu skupin Vio-lence, Demolition Hammer, Forced Entry in Exodus.
Unbearable Conditions je prejel večinoma pozitivne odzive tako poslušalstva kot kritike.

## Zgodovina
Po svojem prvem in edinem demu iz leta 2009 je skupina pri slovenski založbi Metal Tank Records izdala prvenec Unbearable Conditions.
Predstavlja zadnje sodelovanje skupine z bobnarjem Gregom Košmerlom.
Vsebinsko so pesmi navdihnjene z motivi socialne nepravičnosti in družbene kritike, slogovno pa izdelek predstavlja obujen old school thrash metal v slogu Bay Area thrash metala. 

## Sprejem
Unbearable Conditions je prejel večinoma pozitivne kritike tako občinstva kot kritike. Lior "Steinmetal" Stein je za Metal Temple albumu prisodil 7 zvezdic od 10, kjer je pohvalil mladostno energičnost in do neke mere inovativnost albuma.  Kelley Simms je na portalu Brave Words album ocenil s 7.5 od 10 z razlago, da je Unbearable Conditions ravno dovolj dolg album s klasičnimi thrash prvinami in ostrimi kitarskimi melodijami.  Oba sta opazila izrazite podobnosti z veterani Bay Area thrasha iz 80. let dvajsetega stoletja in opozorila, da bo skupina s takšnim prvencem gotovo še kradla pozornost v prihodnosti.

## Seznam pesmi
| Št.             | Naslov                             | Dolžina |
| --------------- | ---------------------------------- | ------- |
| 1.              | „Panic Attack‟                     | 4:10    |
| 2.              | „Dismay‟                           | 4:17    |
| 3.              | „Messiah of Decay‟                 | 4:25    |
| 4.              | „Away from Reality‟ (instrumental) | 5:11    |
| 5.              | „The Wave of Death‟                | 5:33    |
| 6.              | „Playground of Visions‟            | 4:11    |
| 7.              | „Revelation of Truth (Acoustics)‟  | 1:33    |
| 8.              | „Cruel World (Society to Adapt)‟   | 5:41    |
| 9.              | „Unbearable Conditions‟            | 5:18    |
| Skupna dolžina: | Skupna dolžina:                    | 40:19   |

| Bonus | Bonus                    | Bonus   |
| Št.   | Naslov                   | Dolžina |
| ----- | ------------------------ | ------- |
| 10.   | „Dismay‟ (prvi posnetek) |         |

## Zasedba
Panikk
- Gašper Flere — vokal, kitara
- Rok Vrčkovnik — bas kitara
- Grega Košmerl — bobni
- Nejc Nardin — kitara